# Irů dvůr
Irů dvůr je přírodní památka v okrese Prachatice. Nachází se v Šumavském podhůří (Prachatická hornatina) na východním okraji města Prachatice. Oblast spravuje Krajský úřad Jihočeského kraje. Důvodem ochrany jsou louky s výskytem motýlů jako je modrásek bahenní, přástevník kostivalový nebo otakárek fenyklový.

## Historie
Chráněné území vyhlásil Okresní úřad Prachatice v kategorii přírodní památka s účinností od 15. dubna 1992. Tehdejším předmětem ochrany byly louky s výskytem prstnatce májového (Dactylorhiza majalis) a kosatce sibiřského (Iris sibirica). Podruhé přírodní památku vyhlásil Krajský úřad Jihočeského kraje s účinností od 26. října 2023. S novým vyhlášením byl změněn předmět ochrany, protože oba druhy rostlin z lokality vymizely. Nově je předmětech ochrany zachování podmínek pro výskyt zvláště chráněných rostlin a živočichů. Význačnými druhy jsou luční motýli modrásek bahenní (Phengaris nausithous), přástevník kostivalový (Euplagia quadripunctaria) a otakárek fenyklový (Papilio machaon).

## Přístup
Chráněným územím vede značená naučná stezka, která byla vybudována v roce 1992. Měří 750 metrů a původně měla deset zastavení. V současnosti (březen 2019) stojí v místě, kde až do roku 1984 rostla památná Irů lípa, jedna informační tabule.